# 山内興隆
山内 興隆（やまのうち こうりゅう、1833年11月1日（天保4年9月20日） -1924年（大正13年）9月23日）は、浄土真宗の学僧. 諡号：春修院、字：義仲、法名：釋興隆。石見国の浄土真宗本願寺派・明恩寺生まれ。内務省補教導職訓導。浜田楓川教校（楓川仏教中学校）開設（国中勧進、募財で竣工）、楓川教校副監に就任。隠岐開教に尽力。温泉津横道信光庵創設に関し、明恩寺より内仏を移設、財政支援し、寄留地とする。長子は浄土真宗本願寺派勧学・山内晋卿。
浄土真宗本願寺派明恩寺第11世住職。